# Jackie Paris
Carlo Jackie Paris (* 20. September 1926 oder 1924 in Nutley,  New Jersey; † 17. Juni 2004 in New York City) war ein amerikanischer Jazz-Sänger und Gitarrist. Er war einer der ersten Bebop-Sänger.

## Leben und Wirken
Paris stammt aus einer italienischen Familie. Schon als Kind trat er mit Gesangs- und Tanznummern auf Vaudeville-Bühnen auf. Anfang der 1940er Jahre begann er seine New Yorker Karriere in der Band von Nick Jerret. Seine frühen Vorbilder waren Eddie Vinson und Ella Fitzgerald. Von 1944 bis 1946 leistete er seinen Wehrdienst.
Entdeckt wurde Paris von Harry Mills von den Mills Brothers im Baby Grand Club in Harlem. Nach dem Militärdienst trat er dann in den späten 1940er Jahren in den Jazzclubs der 52nd Street auf. Er unternahm zwei Tourneen mit Charlie Parker, an denen auch Billie Holiday teilnahm. 1947 nahm er mit Deryck Sampson – nach dem Vorbild des Nat Cole Trios – seine ersten Singles bei MGM Records auf; die erste mit einer Version des Carmichael/Mercer Schlagers „Skylark“. Auf seiner 1949er Single für das Label National trug er als erster Sänger die Vokalversion (Text: Bernie Hanighen) des Williams/Monk-Bebop-Klassikers „’Round Midnight“ vor. 1949/50 sang er im Orchester von Lionel Hampton und ging mit Les Browns Orchester auf Tournee.
In den frühen 1950er Jahren hatte es den Anschein, als ob Paris kurz vor dem Durchbruch stünde; 1953 kürte ihn das Downbeat magazine zum „best new male vocalist“. Zugunsten erfolgreicherer Showarbeit gab er das Gitarrenspiel auf und begann bei seinem Auftritten zu steppen. Mitte der 1950er Jahre wurden seine ersten Langspielplatten veröffentlicht, der erhoffte Erfolg stellte sich jedoch nicht ein. Stattdessen kam er mehr mit dem damaligen Jazz-„Untergrund“ in Kontakt; 1952 nahm er zwei Singles mit Charles Mingus bei dem gerade gegründeten Musiklabel Debut Records auf. Darauf sang er die Stücke „Make Believe“ und „Paris in Blue“, die in ihrer Radikalität auf Mingus’ späteres Werk verweisen („Scenes In The City“ auf A Modern Jazz Symposium of Music and Poetry, 1957). Auf Changes Two im Jahre 1974 sollte sich die Zusammenarbeit von Jackie Paris und Charles Mingus noch einmal fortsetzen; Paris ist darauf in der Komposition „Duke Ellington’s Sound Of Love“ zu hören.
1953 sang er eine Ballade in der von Bob Thiele produzierten Show „Jazztime U.S.A.“; Paris ist außerdem auf Schallplatte mit dem Jazz Lab Quintet von Gigi Gryce (1957) zu hören, auf der eine Reihe textloser, halbimprovisierter Scats sang. In den 1950er Jahren hatte Paris Engagements in amerikanischen Nachtclubs. 1959 trat er auch mit dem Komiker Lenny Bruce auf.
Auf Bitten Peggy Lees ließ ihn Capitol Records vorsingen, engagierte ihn aber nicht; erst 1962 gab ihm Bob Thiele die Chance, das erste Vokalalbum für das junge Label Impulse! Records einzuspielen, The Song Is Paris mit einer Neuinterpretation von Ellingtons „C Jam Blues“ als „Duke's Place“.
Paris war in erster Ehe mit der kanadischen Sängerin Anne Marie Moss verheiratet (1961–1981); gemeinsam mit ihr tourte er in den 1960er Jahren. Seine zweite Frau starb in den frühen 1990er Jahren.
Jackie Paris verstarb infolge einer Knochenkrebserkrankung.

## Würdigung
Nach Ansicht des Autors Will Friedwald gehörte „Paris´ Sound zu den attraktivsten im Jazz, sein schnarrender Bariton hat etwas von Crosby, wenn auch nicht dessen Art, Synkopen zu verwenden. (…) Paris hat seine Karriere damit verbracht, ohne Erfolg nach einem Publikum zu suchen, und der Misserfolg seiner Suche sagt mehr über die Musikindustrie aus als über sein Talent.“ Er gibt die Frustration von Jackie Paris, ewig als „unterschätzter“ Künstler bezeichnet zu werden, wieder: „Ich habe etwas sieben oder acht Alben gemacht, und alle sind sie Sammlerstücke ...Was zum Teufel habe ich davon?“

## Zitat
„Ein Sänger muss eine Geschichte erzählen können. Frank Sinatra und Nat Cole sind am besten darin; Mel Tormé auch. Ich nehme gerne einen Text, der etwas bedeutet, und singe ihn genau zu der Person, für die er bestimmt war.“

## Dokumentarfilm
2006 veröffentlichte Verve Pictures den Film ’Tis Autumn: The Search for Jackie Paris; Regie führte Raymond De Felitta.

## Diskografie (Auswahl)
Unter eigenem Namen
- Skylark (Brunswick)
- The Song Is Paris (Impulse!, 1962)
- Lucky To Be Me (EmArcy, 1988)
- Nobody Else but Me (Audiophile)
- The Lyrics of Ira Gershwin (Time) (Tokuma (Japan))
- Love Songs (Phonogram)

Für andere Künstler
- Charles Mingus: Jazz Workshop – Autobiography In Jazz (Debut Records)
wieder veröffentlicht in The Complete Debut Recordings 1951–1958 (OJC) oder Debut Rarities, Volume 4 (OJC, 1952–1953)
- Charles Mingus: Changes Two (Atlantic, 1974)